# Erysimum scoparium
Espèce
Classification phylogénétique
Erysimum scoparium est une espèce de plante de la famille des Brassicaceae et du genre Erysimum, endémique des îles Canaries.

## Description
Erysimum scoparium est une petite plante vivace arbustive. Elle a des feuilles raides, linéaires à légèrement pointues. Les fleurs sont disposées sur des tiges dressées. Elles s'assombrissent en prenant une couleur violacée à mesure qu'elles mûrissent. Les siliques sont plus ou moins dressées et contiennent des graines brunes. Une sous-espèce, E. scoparium subsp. cinereum se distingue par son port plus érigé et ses inflorescences plus longues. Les plantes de la Grande Canarie ont des feuilles plus larges et des graines brun foncé plutôt que brun jaunâtre.

## Répartition
Erysimum scoparium est endémique des îles Canaries. On la trouve dans les zones montagneuses de Tenerife, jusqu'à des altitudes de 1 600 à 2 200 m à Las Cañadas et de 300 à 500 m dans la Valle del Santiado del Teide (subsp. Cinereum). On la trouve également dans les régions montagneuses de La Palma.

## Parasitologie
Le fruit a pour parasite Euchloe belemia. La feuille a pour parasites Euchloe eversi, Pontia daplidice, Selania leplastriana, Albugo candida.